# Ljupko Petrović
Ljubomir "Ljupko" Petrović (sârbă Љубомир Петровић Љупко; n. 15 mai 1947, Brusnica Velika⁠(d), Republika Srpska, Bosnia și Herțegovina) este un fost fotbalist bosniac. El a câștigat Cupa Campionilor Europeni în 1991 alături de Steaua Roșie Belgrad.

## Palmares

### Ca antrenor
Spartak Subotica
- Yugoslav Second League 1988

Vojvodina Novi Sad
- Yugoslav First League 1989

Steaua Roșie Belgrad
- UEFA Champions League 1991
- Yugoslav First League 1991
- Campionatul Serbiei 1995
- Cupa Serbiei 1995; 1996

Levski Sofia
- Campionatul Bulgariei 2001

Litex Lovech
- Cupa Bulgariei 2004

Beijing Guoan
- Chinese FA Cup 2003

## Legături externe
- Official website Arhivat în 18 noiembrie 2008, la Wayback Machine.
- MISL career stats